# Chía Fútbol Club
Chía Fútbol Club era un equipo de fútbol que disputó la Categoría Primera B colombiana. Jugaba sus partidos de local en el municipio de Chía, Cundinamarca.

## Historia
Su ficha deportiva procede del equipo de la ciudad de Tunja el Lanceros Boyacá que compitió en el torneo de Ascenso en los años de 1993 al 2000.
En el año 2001 Fair Play se traslada a Chía, Cundinamarca y es renombrado a Chía Fair Play.
Chía FC es originario de la Categoría Primera B, la cual disputó hasta el año 2004 bajo la denominación de Chía Fair Play, Quien hoy es el actual Club Deportivo Fair Play. Ese año su ficha le fue vendida a Academia Fútbol Club. que duró del año 2005 a 2012 en la ciudad de Bogotá en el estadio Compensar.
Actualmente desde el año 2012 su ficha pertenece al equipo Llaneros Fútbol Club S.A. de Villavicencio, Meta.
En 2007 Chía FC renace como un equipo en la Primera C colombiana, hasta la desaparición de la categoría en el año 2010.

## Datos del Club
- Temporadas en 2ª : 4 (2001-2004).
- Mejor Puesto:

En Primera B : 6°(2002).
- Peor Puesto:

En Primera B : 18°(2004).

## Uniforme

El uniforme de Chía F.C. representaba los colores del municipio.

- Uniforme titular: Camiseta amarilla con vivos verdes, pantalón verde con vivos amarillos y medias amarillas.[11]
- Uniforme alternativo: Camiseta y blanco, medias verdes, blancas y amarillas.

## Estadio
Chía F.C. jugaba sus partidos como local en el Estadio La Luna, con capacidad para 8.000 espectadores.

## Jugadores
En la temporada del club en la Categoría Primera B 2004 estaban en la nómina los jugadores Wilder Medina y Stalin Motta.

## Entrenadores
En su corta historia, el club fue dirigido por Hernán Pacheco y posteriormente por Alberto Gamero.